# John Jairo Garcés
John Jairo Garcés Pino (Buenaventura, Valle del Cauca, Colombia, 28 de junio de 1987) es un futbolista colombiano-ecuatoriano.

## Trayectoria
En Colombia jugó en clubes como Deportes Tolima y Atlético Nacional. Luego viajó a Ecuador y jugó en clubes como Técnico Universitario de Ambato y UTE de Quito. Fue pretendido para jugar en Italia, pero en julio del 2012 lo contrató Emelec, donde jugó en las reservas, y con el primer equipo el 2013 hizo la pretemporada en Argentina, jugó unos minutos en la Explosión Azul, y aunque en partidos oficiales no jugó minutos con el primer equipo fue suplente en partidos por la Serie A de Ecuador (formó parte del plantel campeón), Copa Libertadores, y Copa Sudamericana. El 2014 pasa a Olmedo, el 2015 a Aucas donde juega dos años, y el 2017 tiene un paso por Espoli. El 2018 juega en el Jocotán de la Primera División de Guatemala.

## Clubes
| Club    | País      | Año         |
| ------- | --------- | ----------- |
| UTE     | Ecuador   | 2011 - 2012 |
| Emelec  | Ecuador   | 2012 - 2013 |
| Olmedo  | Ecuador   | 2014        |
| Aucas   | Ecuador   | 2015 - 2016 |
| Espoli  | Ecuador   | 2017        |
| Jocotán | Guatemala | 2018        |